# Абвер

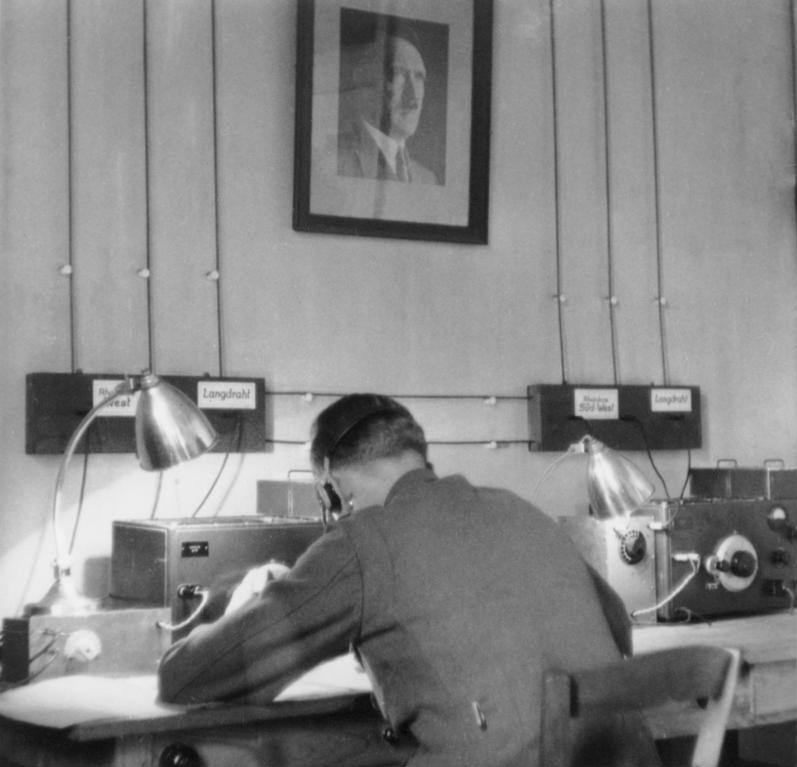
Радист абвера за работой, 1939 г.

А́бвер (нем. Abwehr — «оборона, отражение», сокр. от Auslandsnachrichten- und Abwehramt) — орган военной разведки и контрразведки Германской империи, Веймарской республики и нацистской Германии. С 1921 по 1944 годы входил в состав Верховного командования вермахта.
Штаб-квартира располагалась в Тиргартене, районе Берлина, по адресу: ул. Тирпитцуфер, 75/76 (ныне ул. Райхпичуфер).

## Общие сведения

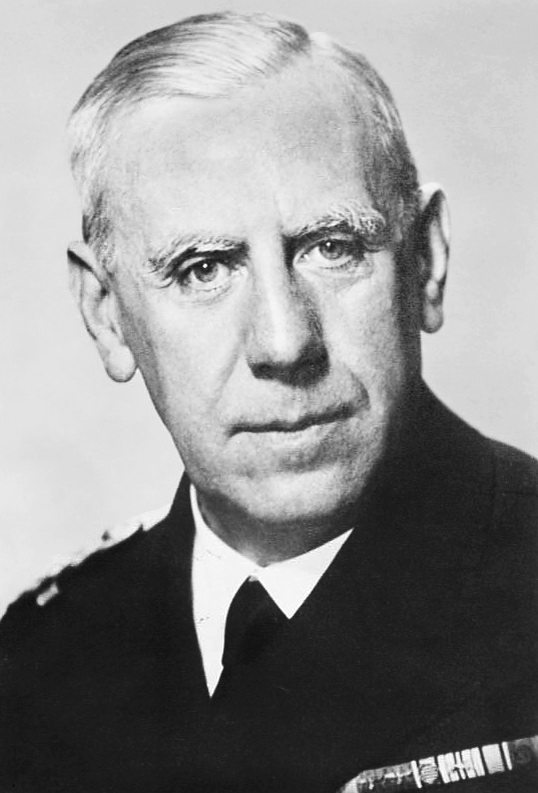
Вильгельм Канарис

Абвером именовались в 1889—1944 годах все служебные инстанции и подразделения рейхсвера, а позднее вермахта, предназначенные для ведения контрразведки, шпионажа и диверсионных актов.
Создан в 1889 году как подразделение Генерального штаба Германской империи. В 1919 году правительством Веймарской республики переведён в подчинение министерства обороны (приказ опубликован только 23 марта 1921 года). Поскольку условия Версальского договора формально не допускали создания в республике разведывательных органов, на абвер формально возлагались функции контрразведки в вооружённых силах. В действительности абвер проводил разведывательную деятельность в СССР, Польше, Чехословакии, Франции, Великобритании и других странах.
С 1935 по 1944 год абвер возглавлял адмирал Вильгельм Канарис. С 1 июня 1938 года преобразован в Управление разведки и контрразведки Верховного главнокомандования вооружёнными силами Германии. С осени 1940 года основные усилия направлялись против СССР при подготовке операции «Барбаросса». В 1942 году создан особый штаб для координации борьбы с партизанским движением на оккупированных территориях. В 1944 году в связи с коренным переломом на советско-германском фронте разведшколы Абвера были расформированы, а все его отделы вошли в состав Главного управления имперской безопасности, подчинённого лично Генриху Гиммлеру.

## История

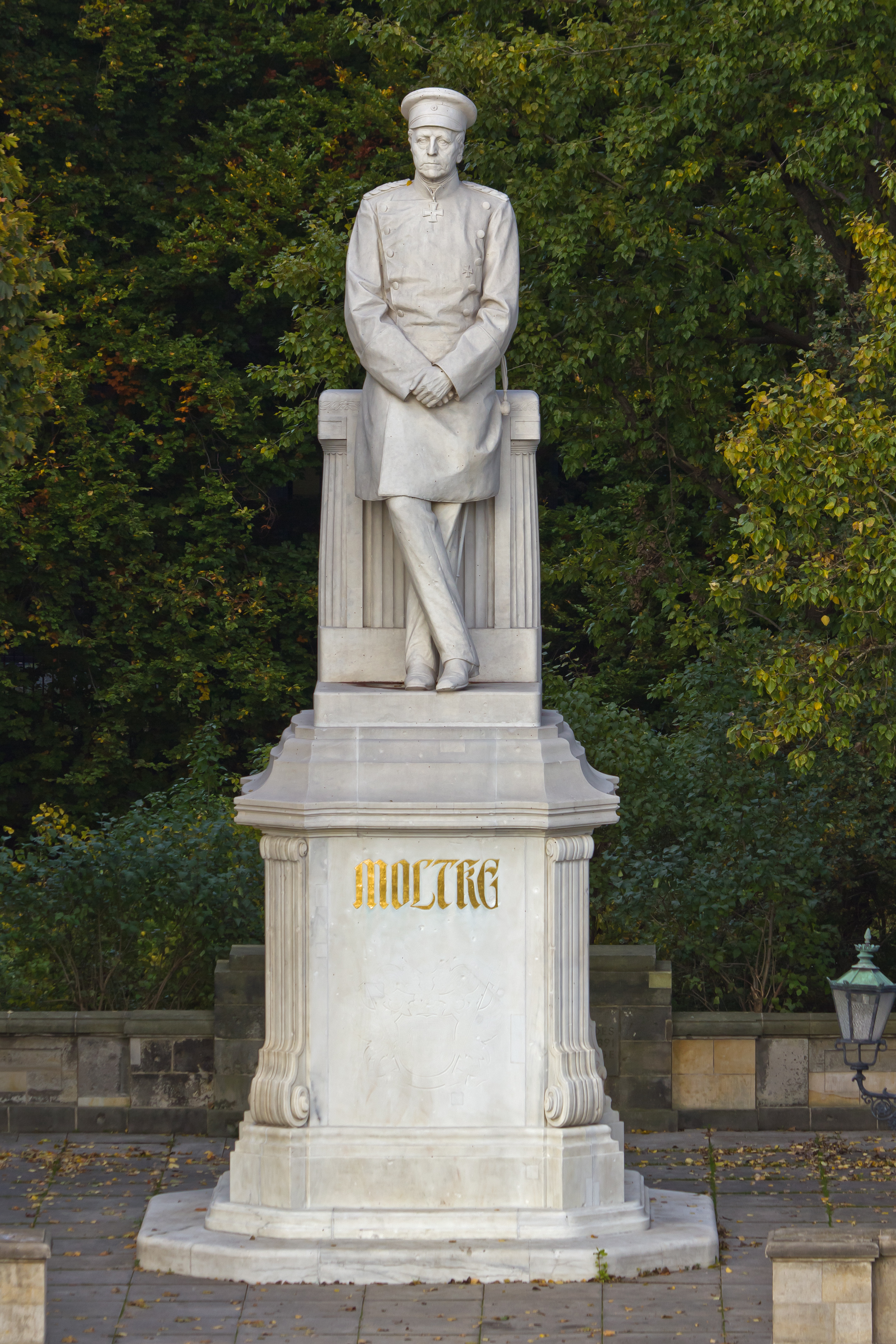
Памятник фельдмаршалу
фон Мольтке в Берлине

Идея создания собственной разведслужбы принадлежала прусскому фельдмаршалу фон Мольтке, который уже в 1888 году заинтересовался военно-техническими средствами сбора информации о странах вероятного противника.
Штаб-квартирой военной разведки
было выбрано здание Имперского Генштаба в берлинском районе Тиргартен.
Отдел военной разведки (секция III германского Генштаба) успешно просуществовало до ноября 1918 года, когда все офицеры были отправлены в бессрочный отпуск в связи с провозглашением республики и отречением императора Вильгельма II.
После поражения в Первой мировой войне отдел III b «Войсковая служба связи и информации» (нем. Militärische Nachrichtendienst Abteilung III b) организационно вошёл в состав германских вооружённых сил. Так как в период с 1919 по 1921 годы Германия не имела своего военно-разведывательного органа, специалисты сначала работали под прикрытием полицейских сил безопасности.
Уже весной 1920 года несколько старых сотрудников майора Фридриха Гемппа, бывшего некогда заместителем Вальтера Николаи, в составе «будущего рейхсвера» приступили к созданию контрразведывательной службы, образованной из остатков отдела III b. «Будущим отделом контрразведки» была армейская служба связи и информации (нем. Heeres-Nachrichtendienst).
Официальной датой воссоздания абвера принято считать 23 марта 1921 года — день образования министерства обороны Германии (организационно абвер вошёл в состав министерства на правах группы).
К 1 апреля 1928 года министр рейхсвера Грёнер по предложению Шлейхера издал распоряжение об объединении группы «военная контрразведка» и разведывательной службы военно-морского флота, повысив новую структуру до отдела. Наряду с этим, всем другим конкурирующим органам и ведомствам было строго воспрещено заниматься разведывательной и контрразведывательной деятельностью. Однако абвер 1920-х годов был ещё слишком мал, чтобы в полной мере выполнять свои задачи и функциональные обязанности. И лишь при Конраде Патциге он наконец обрёл статус солидной и авторитетной секретной службы.
С началом перевооружения германской армии и подготовки Гитлера к войне абвер незамедлительно получил в своё распоряжение значительные финансовые средства и необходимую численность личного состава. Так, если до 1933 года в нём насчитывалось лишь около 150 сотрудников, то к июню 1935 года — уже 956. В первые годы национал-социалистического господства абвер выполнял также и функции, возложенные собственно на гестапо, что было просто необходимо при создании нового государства. После отстранения от должности Патцига, не нашедшего общего языка с новой властью, назначенный на его место 2 января 1935 года Вильгельм Канарис совместно с Рейнхардом Гейдрихом издал так называемые «10 пунктов» о разграничении полномочий спецслужб. Таким образом, гестапо получало все гражданские полномочия, а абвер ограничивался военными задачами.
В 1938 году отдел «военной контрразведки» на правах группы (нем. Amtsgruppe Abwehr), а в 1941 году — уже как управление «Абвер-заграница» (Amt Abwehr/Ausland) вошёл в состав Верховного командования вермахта.
11 февраля 1944 года адмирал Канарис был снят со своей должности и с июня 1944 года уволен в запас; 23 июля 1944 года арестован по делу о покушении на Гитлера и 9 апреля 1945 года казнён в баварском концлагере Флоссенбюрг.
После целого ряда провалов операций с февраля 1944 года абвер был подчинён Главному управлению имперской безопасности.

## Руководители
- 1889—1892 — майор Артур фон Данкеншвайль
- 1892—1894 — майор Бернхард Мюллер
- 1894—1900 — майор Кай Даме[нем.]
- 1900—1910 — майор Карл Брозе[нем.]
- 1910—1913 — майор Вильгельм Гейе[нем.]
- 1913—1918 — полковник Вальтер Николаи
- 1918—1919 — майор Пауль Штоттен
- 1919—1927 — подполковник Фридрих Гемпп
- 1927—1930 — подполковник Гюнтер Швантес
- 1930 — середина 1932 — подполковник Фердинанд фон Бредов
- 2 мая 1932 — 1 января 1935 — полковник Адольф Мактавиш
- 6 июня 1932 — 2 января 1935 — фрегатен-капитан / капитан цур зее Конрад Патциг
- 1 января 1935 — 11 февраля 1944 — капитан I ранга цур зее/адмирал Вильгельм Канарис
- февраль 1944 — 22 июля 1944 — полковник Георг Хансен
- июль 1944 — конец апреля 1945 — бригадефюрер СС Вальтер Шелленберг (в качестве руководителя одного из отделов РСХА)
- май — июнь 1945 — фрегаттен-капитан Александр Целлариус (при правительстве гроссадмирала Дёница)

## Направления деятельности
- Группа «военная контрразведка» в составе отдела Т3 (нем. Gruppe Abwer der Abteilung T3):
  - Разведка
  - Шифрование и радиоперехват
  - Контрразведка

### Задачи
- Сбор секретной информации о вооружённых силах противника, его военно-экономическом потенциале.
- Обеспечение секретности военных приготовлений Германии, внезапности её нападений и успеха тактики «блицкрига».
- Дезорганизация тыла противника.
- Борьба с иностранной агентурой в вооружённых силах и военно-промышленном комплексе.

### Сфера применения

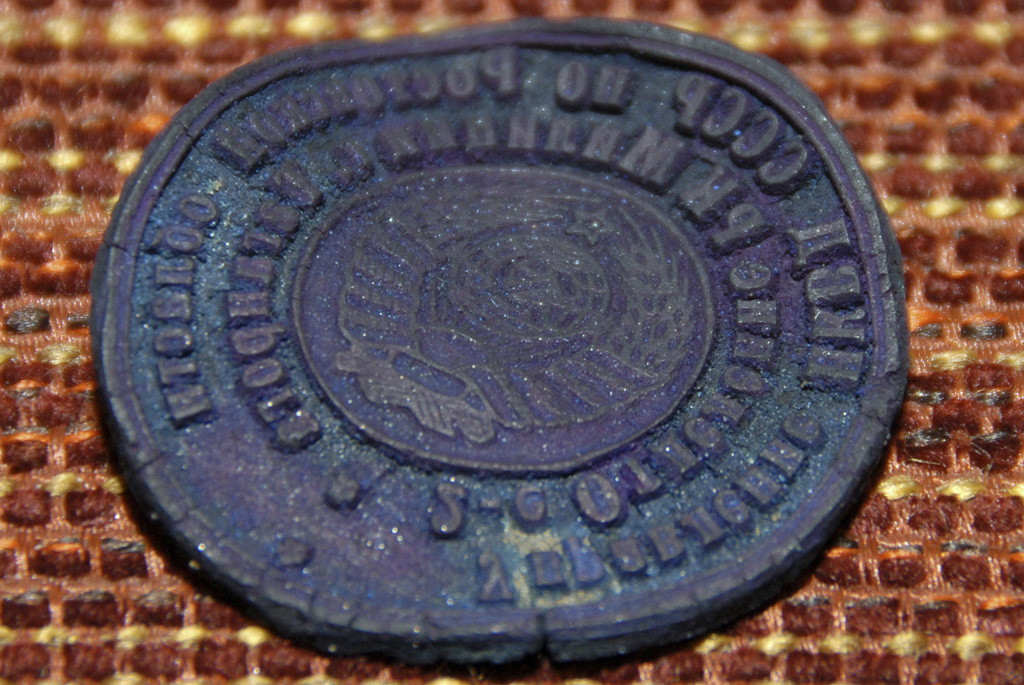
Фальшивая печать НКВД, найденная на территории спецлагеря абвера

- Страны, представлявшие основной интерес[3]: Франция, Чехословакия, Польша, Великобритания, СССР, Испания.
- Побочный интерес: Бельгия, Швейцария, Югославия, Румыния, США.
- Страны, разведывательная деятельность в которых была запрещена: Австрия, Италия, Венгрия, Япония, Эстония, Болгария[4].

## Организационная структура
- Отдел Z (Abteilung Z): Управление кадров и финансов
  - Группа ZF: Финансы
  - Группа ZR: Правовые вопросы
  - Группа ZKV: Центральная картотека агентуры
  - Группа ZO: Офицерский состав
  - Группа Z: Архив
  - Группа ZK: Центральная картотека
  - Группа Z Reg: Регистратура, управление материально-технического обеспечения
  - Группа ZB: Донесения о внешней политике
- Отдел «Заграница»(Abteilung Ausland)
  - Группа I: Внешняя и военная политика; военно-политическая информация для начальника ОКВ
  - Группа II: Связи с вооружёнными силами иностранных государств; общая регистратура; дипломатическая служба вермахта
  - Группа III: Вооружённые силы иностранных государств; сбор донесений для ОКВ; информация военного характера для начальника отдела «Абвер-заграница» и офицера связи при штабе оперативного руководства вооружённых сил
  - Группа IV: Поэтапное строительство военно-морского флота
  - Группа V: Зарубежная пресса
  - Группа VI: Военно-исследовательская работа по международному праву
  - Группа VII: Вопросы колониальной политики
  - Группа VIII: Обработка развединформации военного характера и другой информации на основании трофейных документов
- Отдел I (Абвер-I, Abteilung Abwehr I Nachrichtenbeschaffung): Служба сбора и доставки разведданных; агентурная разведка на территории иностранных государств; добывание разведывательной информации
  - Группа управления (нем. Chef-Gruppe)
  - Группа I H: Сбор развединформации о сухопутных войсках
  - Группа I M: Сбор разведданных о военно-морских силах
  - Группа I L: Сбор разведданных о военно-воздушных силах
  - Отдел I Wi: Сбор и обработка данных экономического характера
  - Группа I G: Техническое обеспечение контрразведывательной работы
  - Группа I J
  - Группа I HT
  - Группа I TLW: Сбор информации о техническом оснащении и вооружении авиации
  - Отдел I P: Анализ материалов зарубежной печати
  - Отдел I i: Радиосвязь с агентурой, подготовка радистов
  - Отдел I K: Криптография
- Отдел II (Абвер-II, нем. Abteilung Abwehr II Sonderdienst): Теракты, диверсии и выполнение особых задач
- Отдел III (Абвер-III, нем. Abteilung Abwehr III Abwehr ): Контрразведка в Вермахте и военной промышленности

### На русском языке
- Абрамян Э. А. Кавказцы в Абвере. — М.: Яуза, Издатель Быстров, 2006. — 352 с. — (На стороне Третьего рейха). — 4000 экз. — ISBN 5-9764-0007-8.
- Багаутдинов А. М., Багаутдинов А. М., Багаутдинов Р. А. Люфтваффе в небе Башкирии: Сборников документов. — Уфа: РИЦ БашГУ, 2020. — 282 с. — 500 экз. — ISBN 978-5-7477-5109-5.
- Бартц К. Трагедия абвера. Немецкая военная разведка 1935-1945 / пер. с нем. Е. Н. Захарова. — М.: Центрполиграф, 2002. — 269 с. — ISBN 5-227-01925-8.
- Бухгайт Г. Абвер — щит и меч III рейха / пер. с нем. Ю. А. Неподаева. — М.: Яуза, Эксмо, 2003. — 480 с. — 5000 экз. — ISBN 5-8153-0204-X.
- Гелен, Р. Война разведок: Тайные операции спецслужб Германии, 1942-1971 = Der Dienst. Erinnerungen. 1942-1971 / пер. с нем. В. Г. Чернявского, Ю. Д. Чупрова. — М.: Центрполиграф, 2003. — 425,[2] с., [8] л. ил. — (За линией фронта, Мемуары). — ISBN 5-9524-0234-8.
- Гискес, Г. Операция «Северный полюс»: Тайная война абвера в странах Северной Европы = London Calling North Pole / пер. с англ. С. В. Лисогорского. — М.: Центрполиграф, 2004. — 286 с. — 7000 экз. — ISBN 5-9524-1351-X.
- Гладков Т. К. Тайны спецслужб III Рейха: информация к размышлению. — М.: Яуза, Эксмо, 2004. — 416 с. — ISBN 5-87849-150-8.
- Губернаторов Н. В. «Смерш» против «Буссарда»: (Репортаж из архива тайной войны). — М.: Кучково поле, 2005. — 369 с. — ISBN 5-86090-118-6.
- Дамаскин И. А. Битвы разведок, 1941—1945 гг.. — М.: Вече, 2005. — 477 с., [8] л. ил. — (Военные тайны XX века). — 5000 экз. — ISBN 5-9533-0911-2.
- Леверкюн П. Служба разведки и контрразведки // Итоги второй мировой войны: Сборник статей  / пер. с нем. Л. К. Комоловой; под ред. И. Н. Соболева. — М.: Издательство иностранной литературы, 1957. — С. 268—286.
- Левицкий С. Шпионы кайзера и Гитлера = Szpiedzy Kajera i Hitlera / пер. с пол. В. С. Живодерова. — М.: Крафт+, 2004. — 272 с. — 3000 экз. — ISBN 5-93675-081-7.
- Линдер И. Б., Абин Н. Н. Загадка для Гиммлера: офицеры СМЕРШ в Абвере и СД: (документальный роман). — М.: Рипол-классик, 2008. — 480 с. — 3000 экз. — ISBN 5-7905-4293-X.
- Лота В. И. Тайные операции Второй мировой: Книга о военной разведке. 1944 год. — М.: Молодая гвардия, 2006. — 397[3] с: ил. — (Дело №...). — 4000 экз. — ISBN 5-235-02851-1.
- Мадер Ю. Абвер: щит и меч Третьего рейха = Hitlers Spionagegenerale sagen aus. Ein Dokumentarbericht über Aufbau, Struktur und Operation des OKW-Geheimdienstamtes Ausland / Abwehr mit einer Chronologie seiner Einsätze von 1933 bis 1944 / авториз. пер. с нем. Н. Н. Лаврова. — Ростов-на-Дону: Феникс, 1999. — 320 с. — (Исторические силуэты). — 10 000 экз. — ISBN 5-222-00901-7.
- Макаров В. Г., Тюрин А. В. Лучшие спецоперации СМЕРШа: война в эфире. — М.: Яуза, 2009. — 382 с. — (Великая Отечественная. СМЕРШ). — 5000 экз. — ISBN 978-5-699-37453-3.
- Неподаев Ю. А. Спецназ адмирала Канариса. — М.: Яуза, Эксмо, 2004. — 352 с. — (Тайны III рейха). — 5000 экз. — ISBN 5-699-05558-4.
- Непомнящий Н. Н. Загадки абвера. Тайная война адмирала Канариса. — М.: Вече, 2005. — 416 с. — (Загадки третьего рейха). — 5000 экз. — ISBN 5-9533-1024-2.
- Пещерский, В. Л. «Красная капелла». Советская разведка против абвера и гестапо. — М.: Центрполиграф, 2000. — 425, [2] с., [12] л. ил. — (Секретная папка). — ISBN 5-227-00728-4.
- Райле О. Секретные операции абвера. Тайная война немецкой разведки на Востоке и Западе. 1921-1945 = Reile, Oskar. Der deutsche Geheimdienst im II. Weltkrieg / пер. с нем. Е. Н. Захарова, отв. ред. Л. И. Глебовская. — М.: Центрполиграф, 2010. — 510 с. — (За линией фронта. Военная история). — 3000 экз. — ISBN 978-5-227-02145-8.
- Рудаков А. Б. Секретные генетические, финансовые и разведывательные программы Третьего рейха. — изд. 2-е, перераб. и доп. — М.: Вена, 2008. — 275 с. — (Клуб ветеранов госбезопасности). — ISBN 978-5-903649-50-5.
- Сердюк А. С. Визит в абвер: (роман). — М.: Вече, 2009. — 272 с. — (Особо опасен для рейха). — 4000 экз. — ISBN 978-5-9533-3715-1.
- Скрытые лики войны: Документы, воспоминания, дневники. — М.: Воениздат, 2003. — 446 с., илл. — (Редкая книга). — 5000 экз. — ISBN 5-203-01934-7.
- Соцков Л. Ф. Неизвестный сепаратизм: На службе СД и Абвера: Из секретных досье разведки. — М.: Рипол Классик, 2003. — 336 с. — (Мир тайных войн). — 3000 экз. — ISBN 5-7905-1887-7.
- Стефановский П. П. Развороты судьбы: Автобиографическая повесть. В 2 книгах: Книга 1: Абвер - СМЕРШ. — М.: РУДН, 2002. — 336 с., [5] л. ил., портр. — 1000 экз. — ISBN 5-209-04052-6.
- Телицын В. Л. «Волкодавы» СМЕРШа. — М.: Яуза, Эксмо, 2009. — 272 с. — (Великая Отечественная. СМЕРШ). — ISBN 978-5-699-34187-0.
- Тихонов Ю. Н. Афганская война Третьего Рейха: НКВД против Абвера. — М.: Олма-Пресс, 2003. — 383 с.,[8] л. ил., портр., карт. — (Серия «Досье»). — ISBN 5-94849-200-1.
- Уоллер Д. Невидимая война в Европе / пер. с англ. А. Коноплёва и др.. — Смоленск: Русич, 2001. — 416 с. — (Мир в войнах). — 11 000 экз. — ISBN 5-8138-0263-0.
- Фараго Л. Игра лисиц: Секретные операции абвера в США и Великобритании / пер. с англ. Н. А. Толмачёва. — М.: Центрполиграф, 2004. — 622 с. — (Вторая мировая война). — ISBN 5-9524-0688-2.
- Чуев С. Г. Спецслужбы Третьего Рейха: Книга I. — М., СПб.: Нева, ОЛМА-ПРЕСС Образование, 2003. — 383 с. — 5000 экз. — ISBN 5-7654-2821-5. — ISBN 5-7654-2826-6. — ISBN 5-94849-253-2. — ISBN 5-94849-471-3.[неавторитетный источник]
- Чуев С. Г. Спецслужбы Третьего Рейха: Книга II. — М., СПб.: Нева, ОЛМА-ПРЕСС Образование, 2003. — 448 с. — 5000 экз. — ISBN 5-7654-2821-5. — ISBN 5-7654-2831-2. — ISBN 5-94849-253-2. — ISBN 5-94849-466-7.[неавторитетный источник]
- Шамбаров В. Е. Агенты Берии в руководстве гестапо. — М.: Алгоритм, 2008. — 496 с. — (Исторический триллер). — 5000 экз. — ISBN 978-5-9265-0553-2.
- Энциклопедия Третьего Рейха / сост. С. Воропаев; под общ. ред. А. Егазарова. — М.: «Локид—Миф», 1996. — 588 с. — 5000 экз. — ISBN 5-320-00069-3. — ISBN 5-87214-023-3.

### На английском языке
- German Espionage and Sabotage Against the USA in WW2 at ibiblio.org. Includes details on structure of Abwehr
- Simon Kitson. The Hunt for Nazi Spies: Fighting Espionage in Vichy France. — Chicago: University of Chicago Press, 2008.
- Gabriele Zaffiri. Abwehr — il servizio segreto militare del Terzo Reich (итал.). — 2008. — ISBN 978-8895-544915.
- Ladislas Farago. The Game of the Foxes — The Untold Story of German Espionage in the United States and Great Britain During WWII. — David Mc Kay Co. Inc., 1971. — ISBN 978-0-553-12342-5.